# Phoracantha tuberalis
Phoracantha tuberalis är en skalbaggsart som beskrevs av Wang 1995. Phoracantha tuberalis ingår i släktet Phoracantha och familjen långhorningar. Inga underarter finns listade i Catalogue of Life.